# Forza Horizon 4
Форза Хоризон 4 је тркачка видео игра из 2018. коју је развио Playground Games, а објавио Microsoft Studios. Објављен је 2. октобра 2018. за Xbox One и Microsoft Windows након што је најављен на Xbox-овој Е3 2018 конференцији. Побољшана верзија игре је објављена на Xbox Series X/S 10. новембра 2020. Игра је смештена у измишљени приказ области Велике Британије. То је четврти Форза Хоризон наслов и једанаести наставак у серији Форза. Игра је позната по увођењу промене годишњих доба у серију, као и по томе што садржи неколико ажурирања која проширују садржај и која укључују нове режиме игре. Наставак, Форза Хоризон 5, објављен је 9. новембра 2021.

## Гејмплеј
Форза Хоризон 4 је тркачка видео игра смештена у окружење отвореног света са седиштем у измишљеној Великој Британији, са регионима који укључују сажете репрезентације Единбурга, Шкотског висоравни, Лејк Дистрикта (укључујући Дервентватер), Ејмблсајд и Коцволдс (укључујући Бродвеј), Бамбург између осталих. Игра садржи креатор рута који омогућава играчима да праве трке користећи потпуно прилагођене руте. Игра се одвија у синхронизованом заједничком свету, у реално времену са 'возачима' вођеним вештачком интелигенцијом, са сваким сервером који подржава до 72 играча. Игра се такође може играти у офлајн режиму.
Игра има динамичан временски систем који такође приказује промену годишњих доба. Окружење у свету ће се мењати у зависности од годишњег доба: на пример, Дервентвотер би се смрзавао зими и омогућио играчима могућност вожње по леду да дођу до области света игре које би биле неприступачне током свих осталих годишњих доба. Сезоне су фиксне на свим серверима игре, што значи да ће сви играчи искусити исте услове у исто време. Након завршетка низа пролога догађаја који упознају играче са све четири сезоне, сезоне у заједничком свету ће се мењати сваке недеље, са променама које ће се дешавати четвртком у 14:30 ГМТ. Промене сезоне се унапред указују играчима у игри са одбројавањем, који ће, када се заврши, покренути кратку биоскопску сцену која приказује претходну сезону која се мења у нову, иако ће биоскопски бити одложен за играче који су у средини догађаја или активности.
Игра садржи преко 750 лиценцираних аутомобила. Играчи имају прилику да купе куће у игри које откључавају нове предмете, аутомобиле и погодности играња, укључујући Хоризон Промо и могућност брзог путовања било где на мапи.
Враћајући се из Форза Хоризон 3, wheelspinovi су наградни окрети са насумичним наградама у распону од аутомобила, кредита (валута у игри), емоција, плесова, труба и одеће. Wheelspinovi су награђени напредовањем кроз причу и испуњавањем одређених сезонских изазова. Они се такође могу купити у #Forzaton продавници. Супер wheelspinovi, побољшане верзије wheelspina са бољим наградама, такође се дају за довршавање делова приче и сезонске изазове. Супер wheelspinovi се такође моgе купити у #Forzaton продавници. Такође се враћајући из претходне две игре, британска друм & басс издавачка кућа Hospital Records обезбедила је звучну подлогу састављену од 20 оригиналних песама различитих извођача, као и необјављену песму Фреда В и Графикса под називом „Сунрисе“, направљену за уводни биоскоп игре. Албум са звучним записима објављен је 26. октобра 2018. године.
Игра има Долби Атмос звучну подлогу.
Због проблема са лиценцирањем, возила Мицубиши Моторса и Тојоте (укључујући Лексус марку са изузетком неких офроуд тркачких и унапред прилагођених камиона и Субару БРЗ) нису била присутна у основној игри, али ажурирања објављена 2019. поново су увела ове брендове; Мицубиши се вратио 15. јануара 2019. са издавањем бесплатног Мицубиши Моторс ДЛЦ. Истог дана, међутим, две плеса („Карлтон“ и „Флосс“) су уклоњене из игре због тужби које су креатори тих плесова поднели против Epik Games због коришћења плесова као емоција у игри Фортнајт Батл Ројала.  Дана 19. новембра 2019., званични Форза Моторспорт налог на Твитеру објавио је да ће се Тојотини аутомобили вратити у серију Форза у апдејту 17 за Форза Хоризон 4 12. децембра издавањем Тооте Супра РЗ из 1998. године.

### Ажурирања садржаја и игре
Форза Хоризон 4 је доживео неколико проширења садржаја и ажурирања од свог објављивања. Постоје две експанзије садржаја за преузимање за игру. Први од њих, Фортуне Исланд, објављен је у децембру 2018. Укључује нову мапу, низ додатних аутомобила и додаје екстремне временске услове у игру, заједно са кампањом лова на благо у којој играчи проналазе шкриње са благом које могу зарадити до десет милиона кредита. Други, Lego Speed Champions, најављен је на Е3 2019 и објављен 13. јуна 2019. године. Слично експанзији Форза Хоризон 3: Хот Вхеелс, заснована је на Lego Speed CHampions линији играчака Лего бренда која садржи Лего верзије играчака правих аутомобила, мапу „саграђену“ од разних Лего делова и сопствену засебну кампању. Такође је додала нову радио станицу у игри, Radio Awesome, која је посвећена искључиво пуштању тематске песме Лего филма „Everything is Awesome“ од Тегана и Саре са The lonely island.

#### Апдејт 5
Ажурирање игре 5 у јануару представило је бесплатни ДЛЦ Mitsubishi Motors Car pack. Укључује 7 нових аутомобила и додаје нову кампању од 10 мисија под називом Ишин’с Такси. Четири додатна пакета аутомобила такође су објављена од 22. фебруара 2021., један укључује аутомобиле из филмова о Џејмсу Бонду, други је колекција аутомобила Формула Дрифт и пакет аутомобила из  Barrett-Jackson Car Pack-а из Форза Моторспорт 7.  Још један пакет аутомобила који садржи Hot Wheels аутомобиле објављен је 22. фебруара 2021. године.

#### Апдејт 7
Сваке четири недеље, на крају сваке пролећне сезоне, излази ново ажурирање за игру које представља нови садржај игре, аутомобиле и козметичке артикле. У првом од ових ажурирања, крајем октобра 2018. године, додат је алат рут креатор и нови Хоризон Стори, British Racing Green. Ажурирање игре 7 у марту 2019. увело је фестивалску листу песама. Играчи испуњавају дневне, недељне и месечне изазове, укључујући, али не ограничавајући се на, сезонска првенства, игре на игралишту, рангиране авантуре и сезонске ПР вратоломије. Иако само извршавање ових задатака доноси награде играчима, они такође доприносе недељним и месечним наградама. 50% и 80% завршетка и серије и текуће сезоне награђује возаче ексклузивним аутомобилом или козметичким предметом, који се састоји од уобичајеног, ретког, епског или легендарног раритета. Фестивалска плејлиста је наставила да буде део сваке серије од њеног увођења.

#### Апдејт 9
Са ажурирањем игре 9 у мају 2019., програмери су имплементирали систем за спречавање вожње по зиду—праксу вожње у закривљени зид са спољашње стране угла уместо кочења и управљања, што омогућава играчу да носи већу брзину кроз кривину— и велике брзине судара у онлајн мултиплејеру. Систем предвиђа појаву судара између два аутомобила са великом разликом у брзини и ствара духове бржег возила, спречавајући набијање (намерно и случајно). Мере вожње против зида укључују успоравање аутомобила у контакту са зидом на дужи временски период, у зависности од брзине и предвиђене удаљености коју би играч прешао да није ударио у зид.

#### Апдејт 11
У јулу 2019, као део ажурирања игре 11, додата је посебна Хоризон прича у сарадњи са ББЦ-јевим Топ Гир-ом. Мисије, које је испричао водитељ Крис Харис, пружиле су играчима награде укључујући „Трак-тор“ (тркачки модификовани трактор представљен у 25. серији) и Мерцедес-Бенз Г63 АМГ 6х6. Ажурирање је такође видело повратак режима Ривалс заснованих на класи из претходних игара у серији, и могућност праћења напретка у менију Хоризон Лајф, као и неколико нових аутомобила који се могу откључати у функцији Фестивал плејлист у игрици.

#### Апдејт 17
У децембру 2019, као део ажурирања игре 17, додат је нови режим у стилу краљевске битке за 72 играча под називом Елиминатор. У овом режиму, играчи почињу тако што се возе по свету игре у прилично спором, слабом аутомобилу као што је Мини Купер из 1965. године. Док играчи лутају сигурном зоном, могу набавити аутомобилске капи који садрже снажнија возила која се насумично појављују на мапи. Играчи такође могу да изазову друге играче да се међусобно тркају до одређених тачака на мапи тако што ће уперити своју камеру у возило другог и затрубити. Играчи се елиминишу са догађаја ако изађу из безбедне зоне (која се временом смањује као у другим играма краљевске битке) или изгубе у међусобној трци, где победник има могућност да вози противников аутомобил или добити надоградњу. На крају, када се безбедна зона смањи до одређене тачке, преостали играчи ће се онда утркивати до последње тачке на мапи да би одредили победника. Microsoft је 2021. године изјавио да је Елиминатор најпопуларнији режим за више играча у игри.

#### Апдејт 21
У априлу 2020. године, као део ажурирања  21, Хоризон Промо, функција која се раније налазила у Форза Хоризон 2 и 3 где играчи снимају фотографије аутомобила у игри користећи Фото Мод за награде, вратила се у серију Форза Хоризон у Хоризонту. 4. У јулу 2020. ажурирање Серије 24 донело је нову функцију Фото Челиндџ на фестивалској плејлисти. Ова функција би наградила играче ако би фотографисали наведени аутомобил испред одређене локације као што је наведено у Фото Челинџ-у за ту недељу. У јулу 2020. објављено је да ће Форза Хоризон 4 бити једна од пакета игара које је објавио Xbox Game Studios и које ће добити надограђену верзију за Xbox Series X/S преко Microsoft-овог Смарт Деливери система, што ће игру омогућити да се игра на новом конзола у 4К резолуцији при 60 фпс.

#### Апдејт 30
У децембру 2020. године, као део ажурирања Серије 30, игри је додат још један нови режим игре под називом Супер7, који је дошао уз проширену функцију „Блуепринт Буилдер“. У Супер7, играчи морају да заврше серију од седам насумично одабраних каскадерских изазова за награде. Блуепринт Буилдер проширује Форза Блуепринт функцију омогућавајући играчима да поставе рампе, структуре и пејзаже а ла ТрекМанија серије како би креирали сопствене изазове и поделили их са онлајн заједницом игре. У наредним данима, измишљени аутомобил, познат као 2058 Куадра В-Тецх, укључен је у игру као део издања Сајберпанк 2077.
9. марта 2021. игра је објављена на Стеам-у, која је патила од разних проблема са играњем и рушења игара, као и због немогућности увоза игара из Microsoft Store-а.14. априла 2021., Стеам верзија је добила закрпу која је садржала закрпу која је садржала 9. марта 2021. године. „разна побољшања стабилности“, према белешкама о закрпи. У јулу 2021. године, као део ажурирања Серије 37, објављена је тежа варијанта режима игре Супер7, названа Супер7 Хигх Стакес, која користи исту механику играња као и стандардни Супер7, али са концептом „Хигх Стакес“. Након што заврши изазов, играч има две опције: Стицк, који омогућава играчу да преузме своје претходно зарађене награде и који такође поново покреће игру, или Твист, који гомила награде. Играч има три покушаја да заврши сваки изазов и прилику да изабере нови изазов три пута по утакмици. Ако играч изгуби три пута, све раније зарађене награде ће бити изгубљене и игра ће почети из почетка. То је уједно и последње велико ажурирање садржаја за Форза Хоризон 4, које садржи само један нови аутомобил, ВУХЛ 05РР, који је знак мексичке локације у Форза Хоризон 5.

## Оцене
Форза Хоризон 4 је добила „универзално признање“ за верзију Xbox One, док је ПЦ верзија добила „генерално повољне“ критике, према агрегатору рецензија Metacritic. Верзија за Xbox One је најбоље оцењени Форза Хоризон наслов и изједначена је са Форза Моторспорт и Форза Моторспорт 3 као највише оцењеним уносом у Форза серији на основу Metacritic резултата.

### Game informer оцена
Гаме Информер је похвалио променљиво време, сматрајући да то додаје више разноликости свакој трци, „Време у великој мери утиче на начин на који се тркате, а понекад вас приморава да се повучете у своју гаражу како бисте направили вожње које су прикладније за услове. ВГ247 је волео разноврсност изазова и активности доступних играчу, пишући: „Постоји толико различитих догађаја, и толико тога да се уради и пронађе, али никада није застрашујуће осим ако не желите да постигнете сваки недељни изазов и циљ“. Иако је критиковао систем фестивала као збуњујући, The Guardian је уживао у другачијем осећају аутомобила у игрици, „Playground Games пажња према детаљима моделирања аутомобила значи да гаража пуна 50 возила нуди 50 мало различитих искустава и омогућава вам да развијете курирано колекција фаворита". Полигон је критиковао како се свет игара осећао као верзија Енглеске у тематском парку, "све има благи дашак идеализованих 1950-их, место уређених вртова пабова и грмова ружа. Нема графита, нема општинских имања, нема индустрије, нема предграђа“.

### GamesRadar+ оцена
ГејмсРадар+ сматра да окружење Енглеске није толико интересантно као Аустралија 3, али је волео онлајн режиме, рекавши да је „петљање са групом пријатеља увек било забавно у Бурноут Парадисе-у, а Форза Хоризон 4 вам даје све што вам је потребно за то, ако је то твоја торба“. ГејмСпот је похвалио нове додатке који је Форза Хоризон 4 додао: „Сада сте такође у могућности да креирате сопствене прилагођене курсеве, а креативније потраге серије се враћају са мисијама прича – које садрже ствари као што су каскадерска вожња и лепе омаже другим тркачким играма „. Деструктоид је имао помешана осећања према зими, рекавши да је то „једино годишње доба које се осећа заиста јединствено и које заправо утиче на начин на који вожња функционише“, али би могла бити „мање забавна за играче који не желе да се много клизају“. 
| Оцене по конзоли         | Оцене по конзоли            |
| ------------------------ | --------------------------- |
| Жири                     | Оцена                       |
| Metacritic               | ПЦ: 88/100 Xbox One: 92/100 |
| Оцене жирија појединачно |                             |
| Destructoid              | 9/10                        |
| EGM                      | 4/5                         |
| Game Informer            | 9.25/10                     |
| GameRevolution           | 4.5/5                       |
| GameSpot                 | 9/10                        |
| GamesRadar+              | 4                           |
| IGN                      | 9.6/10                      |
| USgamer                  | 4.5/5                       |
| VideoGamer.com           | 9/10                        |

18. јануара 2019, Плаигроунд Гамес је објавио да је достигао 7 милиона регистрованих корисника након покретања експанзије Fortune Island. У јуну 2019. године, пре лансирања експанзије Lego Speed Champions, Plazground Games је објавио да је игра достигла 10 милиона корисника. У августу 2019. тада је објављено да је игра сада достигла прекретницу од 12 милиона играча. До новембра 2020, Microsoft је известио да је игру играло 24 милиона играча од лансирања.

## Занимљивости
Ултимејт Едишн игре је објављен 28. септембра 2018, док су Стандардно и Делукс издање пуштене у продају 2. октобра.
Верзија Xbox Series X/S коју је развио Panic Button. Стеам верзија развијена у партнерству са Sumo Digital.